# Onora O’Neill, Baroness O’Neill of Bengarve

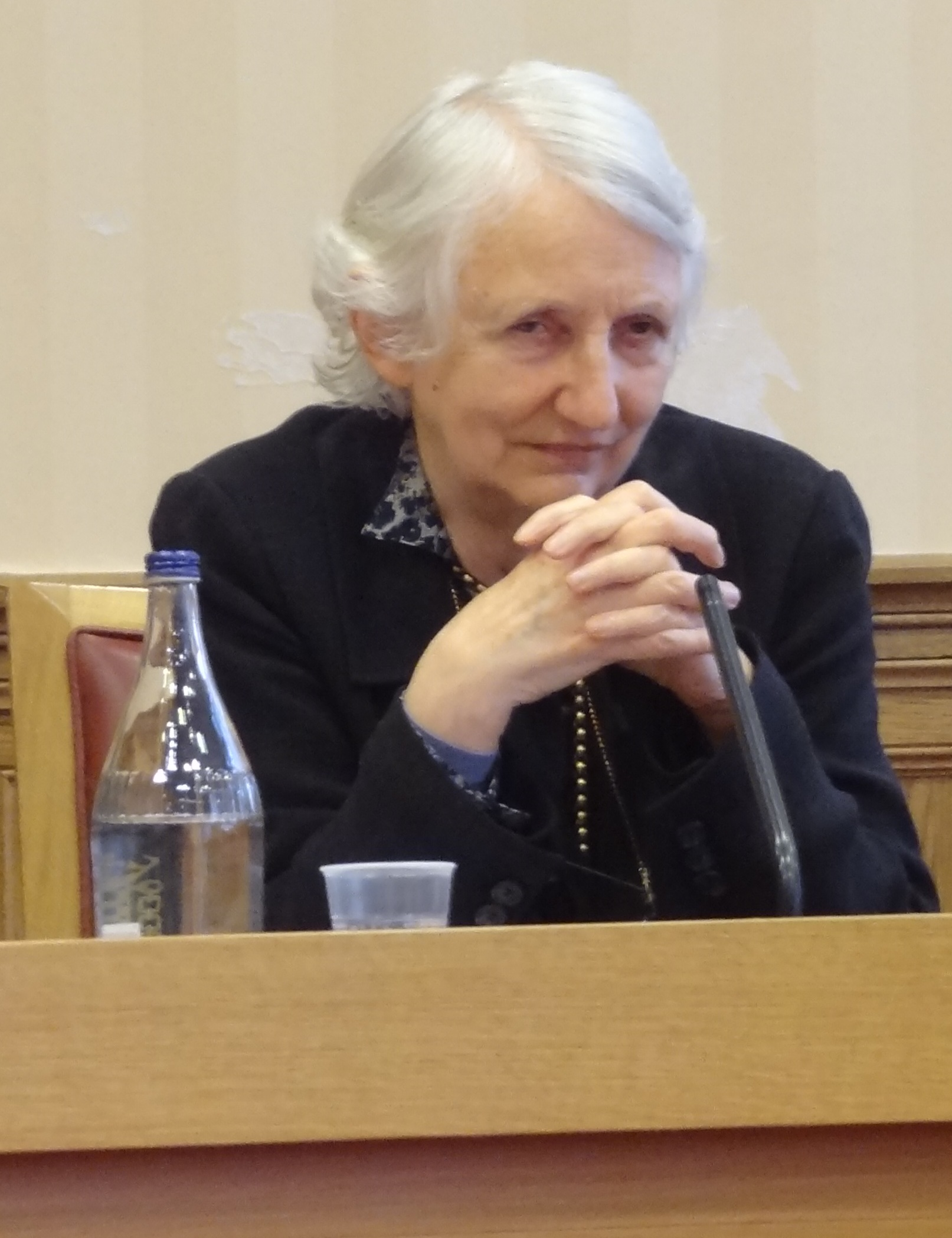
Onora O’Neill (2013)

Onora Sylvia O’Neill, Baroness O’Neill of Bengarve CH CBE FBA FRS (* 23. August 1941 in Aughafatten, County Antrim) ist eine britische Philosophin, Hochschullehrerin und Politikerin, die seit 1999 als Life Peeress Mitglied des House of Lords ist.

## Leben
Nach dem Schulbesuch absolvierte Onora O’Neill ein Studium der Philosophie und war nach Abschluss des Studiums zwischen 1970 und 1977 zunächst Assistentin und zuletzt außerordentliche Professorin (Associate Professor) für Philosophie am Barnard College sowie an der City University of New York. Nach ihrer Rückkehr nach Großbritannien wurde sie 1978 zunächst Lecturer sowie später Professorin für Philosophie an der University of Essex, an der sie bis 1992 lehrte. Während dieser Lehrtätigkeit war sie 1984 auch Gastprofessorin an der Australian National University (ANU), 1985 an der Santa Clara University sowie zwischen 1989 und 1990 Fellow am Wissenschaftskolleg zu Berlin. Zugleich engagierte sie sich zwischen 1988 und 1989 als Präsidentin der Aristoteles-Gesellschaft.
Nach Beendigung ihrer Lehrtätigkeit an der University of Essex fungierte sie zwischen 1992 und 2006 als Rektorin (Principal) des Newnham College der University of Cambridge. In dieser Zeit war Onora O’Neill, die 1995 Commander des Order of the British Empire wurde, zwischen 1996 und 1998 Vorsitzende des Nuffield Council on Bioethics sowie von 1996 bis 1999 Mitglied der Beratungskommission für Humangenetik, wobei sie zuletzt 1999 Vorsitzende dieser Kommission war. Darüber hinaus wurde sie zunächst 1997 Trustee der Nuffield Foundation und war zuletzt von 1998 bis 2010 Vorsitzende dieser Stiftung.
Onora O’Neill wurde durch ein Letters Patent vom 25. Februar 1999 als Life Peeress mit dem Titel Baroness O’Neill of Bengarve, of the Valley of the Braid in the County of Antrim, in den Adelsstand erhoben. Kurz darauf erfolgte am 3. März 1999 ihre Einführung (Introduction) als Mitglied des House of Lords. Im Oberhaus gehört sie zur Gruppe der parteilosen Peers, den sogenannten Crossbencher.
Für ihre wissenschaftlichen Verdienste wurde sie mehrfach geehrt und ist unter anderem seit 1993 Ehrenmitglied der American Academy of Arts and Sciences und Fellow der British Academy, seit 2002 Ehrenmitglied der Österreichischen Akademie der Wissenschaften und Fellow der Academy of Medical Sciences, seit 2003 Ehrenmitglied der Royal Irish Academy und Auswärtiges Mitglied der American Philosophical Society, seit 2004 Mitglied der Leopoldina, seit 2006 Ehrenmitglied der Norwegischen Akademie der Wissenschaften, seit 2007 Ehren-Fellow der Royal Society sowie seit 2009 ordentliches Mitglied der Academia Europaea. Im Jahr 2014 wurde sie darüber hinaus mit dem Order of the Companions of Honour und dem Orden Pour le Mérite ausgezeichnet. Für 2017 wurde ihr der Holberg-Preis zugesprochen, für 2020 der Helmuth-Plessner-Preis. 2021 wurde O’Neill in die Royal Society of Edinburgh gewählt.

## Veröffentlichungen
- Acting on Principle (1976)
- Faces of Hunger (1986)
- Constructions of Reason (1989)
- Towards Justice and Virtue (1996)
- Bounds of Justice (2000)
- Autonomy and Trust in Bioethics (2002)
- A Question of Trust (2002)
- Rethinking Informed Consent in Bioethics (2007)

Werke in deutscher Übersetzung:
- Tugend und Gerechtigkeit. Eine konstruktive Darstellung des praktischen Denkens. Akademie-Verlag, Berlin 1996, ISBN 3-05-002845-9.
- Gerechtigkeit über Grenzen. Pflichten in der globalisierten Gesellschaft. Claudius, München 2019, ISBN 978-3-532-62836-2.